# Melissa Etheridge
Melissa Lou Etheridge (ur. 29 maja 1961 w Leavenworth) – wielokrotnie nagradzana amerykańska piosenkarka rockowa.

## Kariera
Od czasu podpisania swojego pierwszego kontraktu w 1987 wydała dziewięć albumów. Trzy z nich, Melissa Etheridge (1988), Yes I Am (1993) oraz Your Little Secret (1995), zyskały status złotej płyty.
Jest fanką Bruce’a Springsteena i nagrała covery kilku jego piosenek, m.in. „Thunder Road” oraz „Born to Run”.
W październiku 2004 wykryto u niej raka piersi, jednak już w 2005 wróciła na scenę. W trakcie rozdania nagród Grammy w 2005 zagrała piosenkę „Piece of My Heart” ku pamięci Janis Joplin, za co była bardzo chwalona. Występ ten uznano za jedną z głównych atrakcji imprezy. 15 października 2005 pojawiła się w programie Tonight Show, gdzie zagrała swoją piosenkę „I Run For Life”, w której opisuje własną walkę z rakiem i zarazem wspiera chore kobiety i ich rodziny.
Zajmuje 125. miejsce w rankingu najlepiej sprzedających się artystów wszech czasów z przeszło 27 mln sprzedanych płyt.

## Nagrody
W 1990 wygrała nagrodę Annual Juno Award w kategorii Międzynarodowy Artysta Roku (International Entertainer of the Year).

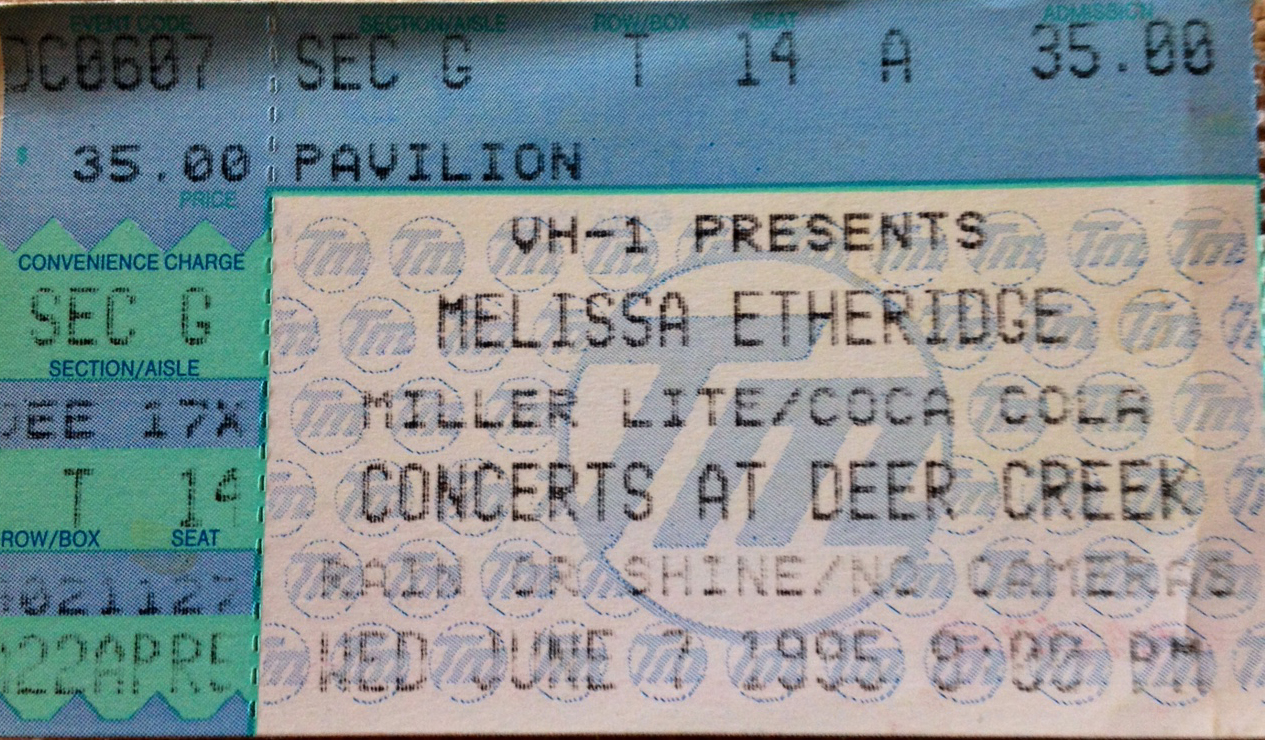
Melissa Etheridge bilet na koncert, 1995

Dwukrotnie w swej karierze wygrała nagrodę Grammy w kategorii najlepsza piosenkarka rockowa za piosenki: „Ain’t It Heavy” (1992) oraz „Come to My Window” (1994).
W 2001 wygrała nagrodę Gibson Guitar Award jako najlepsza rockowa gitarzystka. W 2006 na 17. gali rozdania GLAAD Media Awards odebrała nagrodę Stephen F. Kolzak Award przyznawaną osobom medialnym otwarcie przyznającym się do swojej orientacji homoseksualnej, które przyczyniły się dążeniu do równouprawnienia.
25 lutego 2007 otrzymała Oscara za najlepszą piosenkę oryginalną za piosenkę „I Need to Wake Up” z filmu Niewygodna prawda.

## Życie osobiste
Otwarcie przyznaje się do swojej orientacji homoseksualnej od czasu swojego coming outu w styczniu 1993. Przez wiele lat związana była z Julie Cypher, która urodziła dwoje dzieci, Bailey Jean (ur. 1997) i Becketta (1998-2020), których ojcem był dawca David Crosby. 19 września 2001 Cypher i Etheridge ogłosiły swoje rozstanie.
Po rozstaniu z Cypher związała się w 2003 z Tammy Lynn Michaels. W czerwcu 2006 ogłosiły, że Michaels spodziewa się bliźniąt. 17 października 2006 urodziła syna Millera Stevena i córkę Johnnie Rose.
W październiku 2004 wykryto u niej raka piersi i musiała podać się chemioterapii.

## Dyskografia

### Albumy
- Melissa Etheridge (2 maja 1988)
- Brave and Crazy (11 września 1989)
- Never Enough (17 maja 1992)
- Yes I Am (21 września 1993)
- Your Little Secret (14 listopada 1995)
- Breakdown (5 października 1999)
- Skin (10 lipca 2001)
- Lucky (10 lutego 2004)
- Greatest Hits: The Road Less Traveled (18 października 2005)
- The Awakening (25 września 2007)
- A New Thought For Christmas (30 września 2008)
- Fearless Love (27 kwietnia 2010)
- 4th Street Feeling (4 września 2012)
- Memphis Rock And Soul (7 października 2016)

### Single
- 1988 „Bring Me Some Water”
- 1988 „Like the Way I Do”
- 1989 „Chrome-Plated Heart”
- 1989 „Similar Features”
- 1989 „Let Me Go”
- 1989 „No Souvenirs”
- 1989 „The Angels”
- 1992 „Ain’t it Heavy”
- 1992 „Dance Without Sleeping”
- 1993 „I’m the Only One”
- 1994 „Come to My Window”
- 1994 „All-American Girl”
- 1995 „If I Wanted To”
- 1995 „Your Little Secret”
- 1996 „I Want to Come Over”
- 1996 „Nowhere to Go”
- 1999 „Angels Would Fall”
- 1999 „Scarecrow”
- 2000 „Enough of Me”
- 2001 „I Want to Be in Love”
- 2004 „Breathe”
- 2004 „This Moment”
- 2005 „Cry Baby / Piece of My Heart” (with Joss Stone)
- 2005 „Refugee”
- 2005 „I Run for Life”
- 2006 „I Need to Wake Up”
- 2007 „Message To Myself”